# Žarko Peševski
Žarko Peševski (Skopje, 11 de abril de 1991) es un jugador de balonmano macedonio que juega de pivot en el Eurofarm Pelister. Es internacional con la selección de balonmano de Macedonia del Norte.

## Palmarés

### Metalurg
- Liga de Macedonia del Norte de balonmano (1): 2014

### Motor Zaporiyia
- Liga de Ucrania de balonmano (1): 2019

### Eurofarm Pelister
- Liga de Macedonia del Norte de balonmano (2): 2023, 2024

## Clubes
- RK Metalurg Skopje (2013-2018)
- Motor Zaporiyia (2018-2019)
- TVB 1898 Stuttgart (2019-2022)
- Eurofarm Pelister (2022- )